# Matt Taibbi
Matt Taibbi, celým jménem Matthew Colin Taibbi, (* 2. března 1970 New Brunswick, New Jersey) je americký novinář, píšící o sportu, politice, financích a médiích.
Jeho otec byl televizní reportér původně z Havaje. Matt Taibbi studoval na Newyorské univerzitě, brzy však přestoupil na Bard College, kterou dokončil v roce 1992. Jeden rok studoval na univerzitě v Leningradu, později se usadil v Taškentu. V roce 1992 napsal pro Associated Press článek kritizující prezidenta Islama Karimova, kvůli němuž byl ze země deportován. Usadil se v Ulánbátaru, kde se na profesionální úrovni věnoval basketbalu. Řadu let žil v Rusku, kde přispíval do kontroverzních anglickojazyčných novin The eXile Marka Amese a také do deníku The Moscow Times. Přispíval také do Komsomolskaje pravdy, Trudu a Kommersantu.
Svou první knihu The Exile: Sex, Drugs, and Libel in the New Russia, vydanou v roce 2000, napsal spolu s Amesem. V roce 2002 se vrátil do USA a v Buffalu založil alternativní periodikum The Beast. Zároveň přispíval do časopisů The Boston Phoenix, The Nation, Playboy a Rolling Stone. V březnu 2005 vydal v New York Press satirickou esej The 52 Funniest Things About the Upcoming Death of the Pope (52 nejzábavnějších věcí o nadcházející smrti papeže), kvůli které magazín opustil jeho šéfredaktor, a za kterou ho odsoudily mnohé osobnosti. Od roku 2009 uváděl spolu s Katie Halperovou podcast o politice Useful Idiots, v němž vedli rozhovory mimo jiné s Glennem Greenwaldem a Cornelem Westem. Podcast původně vycházel pod záštitou časopisu Rolling Stone, později nezávisle na platformě Substack.
Mezi jeho další knihy patří Spanking the Donkey (2005) o volbě prezidenta USA v roce 2004, Griftopia (2010) o událostech, které předcházely finanční krizi v roce 2008, The Divide (2014) o majetkové nerovnosti v USA, Insane Clown President (2017) o Donaldu Trumpovi a jeho kandidatuře na prezidenta, a I Can't Breathe (2017) o vraždě Erica Garnera. V roce 2018 vydal vlastním nákladem román The Business Secrets of Drug Dealing: Adventures of the Unidentified Black Male.